# Un jeune homme de notre ville
Pour plus de détails, voir Fiche technique et Distribution.
Un jeune homme de notre ville (Парень из нашего города, Paren iz nashego goroda) est un film soviétique réalisé par Aleksandr Stolper, sorti en 1942,.

## Fiche technique
- Titre français : Un jeune homme de notre ville[3]
- Titre original : Парень из нашего города, Paren iz nashego goroda
- Photographie : Sergeï Uralov
- Musique : Nikolaï Krioukov
- Décors : Iosif Chpinel, Arnold Vaïsfeld
- Montage : Alla Kulganek